# Forum sociale del Mediterraneo
Il Forum sociale del Mediterraneo, a cui ci si riferisce anche con il termine inglese Mediterranean Social Forum, nasce dal processo che nel 2001 ha dato vita al Forum sociale mondiale di Porto Alegre.

## Storia
Il primo Forum sociale del Mediterraneo si svolse a Barcellona dal 16 al 19 giugno 2005, e contò su una partecipazione minima di 4000 attivisti. Vi si svolsero 214 attività, fra seminari, laboratori, conferenze ed assemblee, che coinvolsero 373 associazioni provenienti in gran parte dalla Catalogna, ma anche dal resto dei paesi dell'Unione europea, dal Maghreb e dal Medio Oriente mediterraneo. Fu molto scarsa, invece, la partecipazione dai Balcani.
Le tematiche affrontate nel Forum erano in parte le stesse che animano i Forum sociali mondiali, riviste in chiave mediterranea: le critiche al neoliberismo si rivolsero di conseguenza alle istituzioni del "partenariato euromediterraneo", processo poco conosciuto che coinvolge l'Unione europea e dodici paesi mediterranei, mentre l'opposizione alle guerre si incentrò prevalentemente sulla situazione della Palestina.
Durante la manifestazione finale del Forum, militanti marocchini ed attivisti del Sahara Occidentale si affrontarono in modo violento, cosa che mise in secondo piano l'andamento (modesto) della manifestazione stessa.